# Nico Ihle
Nico Herbert Ihle (Karl-Marx-Stadt, RDA, 2 de diciembre de 1985) es un deportista alemán que compite en patinaje de velocidad sobre hielo.
Ganó una medalla ed plata en el Campeonato Mundial de Patinaje de Velocidad sobre Hielo en Distancia Individual de 2017, una medalla de bronce en el Campeonato Europeo de Patinaje de Velocidad sobre Hielo en Distancia Individual de 2018 y una medalla de bronce en el Campeonato Europeo de Patinaje de Velocidad sobre Hielo en Distancia Corta de 2017.
Participó en tres Juegos Olímpicos de Invierno, entre los años 2010 y 2018, ocupando el cuarto lugar en Sochi 2014 (1000 m) y el octavo en Pyeongchang 2018 (500 m y 1000 m).

## Palmarés internacional
| Campeonato Mundial en Distancia Individual | Campeonato Mundial en Distancia Individual | Campeonato Mundial en Distancia Individual | Campeonato Mundial en Distancia Individual |
| Año                                        | Lugar                                      | Medalla                                    | Prueba                                     |
| ------------------------------------------ | ------------------------------------------ | ------------------------------------------ | ------------------------------------------ |
| 2017                                       | Gangneung (Corea del Sur)                  | Medalla de plata                           | 500 m                                      |
| Campeonato Europeo en Distancia Individual |                                            |                                            |                                            |
| Año                                        | Lugar                                      | Medalla                                    | Prueba                                     |
| 2018                                       | Kolomna (Rusia)                            | Medalla de bronce                          | 1000 m                                     |
| Campeonato Europeo en Distancia Corta      |                                            |                                            |                                            |
| Año                                        | Lugar                                      | Medalla                                    | Prueba                                     |
| 2017                                       | Heerenveen (Países Bajos)                  | Medalla de bronce                          | Clasificación general                      |